# كنزو تانغه
كنزو تانغه (باليابانية: 丹下健三) ‏(4 سبتمبر، 1913 - 22 مارس، 2005) هو معمار ياباني والفائز بجائزة جائزة بريتزكر للعمارة عام 1987 وأحد أهم المعماريين في القرن العشرين جامعا بين الطرز اليابانية التقليدية وعمارة الحداثة، كما أنه مصمم لعدة أبنية كبرى في خمس قاراتٍ مختلفة، وقد امتدت مسيرته المهنية على كامل النصف الثاني من القرن العشرين، أنتج خلالها عدّة تصاميم معمارية ضخمة لأبنية في مدينة طوكيو ومدن يابانية وعالمية أخرى، فضلا عن خطط حضرية طموحة لمدينة طوكيو وضواحيها. بدأ حياته بالدراسة في قسم العمارة بجامعة طوكيو عام 1935 وأصبح أستاذًا مساعدًا هناك عام 1946. حصل تانغه على وسام الثقافة عام 1980.
نال تانغه اعترافًا دوليًا حين فاز بمسابقة تصميم حديقة هيروشيما التذكارية للسلام في عام 1949، وجاء ذلك على خلفية تأثره بالمعماري الحداثي السويسري لو كوربوزييه منذ نعومة أظفاره. كان تانغه عضوًا في سيام (المؤتمر الدولي للعمارة الحديثة) خلال خمسينيات القرن العشرين. لم يلتحق تانغه بمجموعة سيام للمعماريين الشباب والمعروفة باسم فريق الـ10، وذالك على الرغم من أن خطة خليج طوكيو التي وضعها في ستينيات القرن العشرين ألقت بتأثيرها على فريق الـ10 خلال الستينيات وينطبق الأمر ذاته على المجموعة التي انبثقت عنها الحركة الاستقلابية.
جعلته دراساته الجامعية في مجال التمدن في موقع مثالي للتعامل مع مشاريع إعادة التنمية التي أعقبت الحرب العالمية الثانية. اكتشفت أفكاره من خلال التصاميم التي وضعها لكل من طوكيو وإسكوبية. أثر عمل تانغه على جيل كامل من المعماريين حول العالم.

## النشأة
ولد تانغه في مدينة ساكاي اليابانية بتاريخ 4 سبتمبر عام 1913. قضى مقتبل عمره في مدينتي هانكو وشنغهاي وعاد مع عائلته إلى اليابان بعدما وصلهم نبأ وفاة أحد عمومه. أقامت العائلة في بيت مزرعة مسقوف بالقش في مدينة إيمباري بجزيرة شيكو وذلك على نقيض مسكنهم في شانغهاي الذي زينته المروج الخضراء والطوب الأحمر.
انتقل تانغه إلى مدينة هيروشيما بعد إكماله المدرسة الإعدادية ليلتحق هناك بالمدرسة الثانوية في عام 1930. وهناك تعرف على أعمال الحداثي السويسري لو كوربوزييه. كان اكتشافه رسومات قصر السوفييت في إحدى دوريات الفنون الأجنبية الأمر الذي أقنعه بأن يصبح مهندسًا معماريًا. وبالرغم من تخرجه من المدرسة الثانوية فإن نتائج تانغه الرديئة في الرياضيات والفيزياء حتمت عليه اجتياز امتحان قبول حتى يتأهل للالتحاق بإحدى الجامعات المرموقة. وهكذا قضى عامين يقوم بذلك وتوسع في قراءة الفلسفة الغربية خلال تلك الفترة. كذلك التحق تانغه بفرع الأفلام التابع لقسم الفنون في جامعة نيهون حتى يتملص من تجنيد اليابان للشباب في الجيش، وكان نادرًا ما يحضر فصوله الدراسية.
استهل تانغه دراساته العليا في قسم الهندسة المعمارية بجامعة طوكيو في عام 1935. ودرس على يد كل من هيديتو كيشيدا وشوزو أوتشيدا. شكل لو كوربوزييه مصدر إلهام لأعمال تانغه، وذلك على الرغم من الإعجاب الذي أبداه الأخير بالصور الفوتوغرافية لفيلا كاتسورا والتي كانت موضوعة على مكتب كيشيدا. كان مشروع تخرجه عبارة عن مجموعة تطويرية تقع في حديقة هببيا بطوكيو وتبلغ مساحتها 17 هكتارًا (42 فدانًا).

## بدايات مسيرته المهنية
بدأ تانغه العمل كمعماري في مكتب كونيو مايكاوا بعد تخرجه من الجامعة. وسافر خلال فترة عمله إلى منشوريا وشارك في مسابقة للتصميم المعماري التي نظمها أحد المصارف، وقام حين عودته بجولة في مقاطعة جيهول المحتلة من قبل اليابانيين. ترك تانغه عمله في مكتب مايكاوا عندما اندلعت الحرب العالمية الثانية والتحق مجددًا بجامعة طوكيو كطالب دراسات عليا. ركز تانغه اهتمامه على التصميم العمراني وبدأ بدراسة الأسواق اليونانية والرومانية، ولم يستشهد سوى بالمصادر المتاحة في مكتبة الجامعة. دخل في مسابقة تصميم القاعة التذكارية لمنطقة شرقي آسيا الكبرى للرفاهية المتبادلة في عام 1942. فاز بالجائزة الأولى عن تصميمه الذي أختار موقعه في سفح جبل فوجي، وجمع في التصميم ما بين عمارة أضرحة الشنتو وساحة هضبة كابيتولين في روما. هذا ولم ينشر ذلك التصميم.
أصبح تانغه أستاذًا مساعدًا في الجامعة وافتتح مخبر تانغه في عام 1946. تمت ترقيته إلى رتبة أستاذ في قسم الهندسة الحضرية في عام 1963. وكان من جملة طلبته كل من ساتشيو أوتاني وكيشو كيروكاوا وآراتا إسوزاكي وهاجيمي ياتسوكا وفوميهيكو ماكي.

## إعادة الإعمار بعد الحرب
كان تانغه في موضعٍ خوله التعامل مع إعادة الإعمار بعد الحرب نظرًا للاهتمام الذي أولاه للدراسات الحضرية. لذلك دعاه مجلس إعادة تأهيل أضرار الحرب حتى يتقدم بمقترحاته لعدد من المدن التي تضررت خلال الحرب في صيف عام 1946. قدم تانغه خططه العمرانية لمدينتي هيروشيما ومايباشي. قُبل تصميمه لمطارٍ في منطقة كانون بمدينة هيروشيما وتقرر تشييده، ولكن لم تُقبل خطته لبناء منتزه ساحلي في أوجينا.
أخذت سلطات هيروشيما بنصيحة مجموعة من المستشارين الأجانب في ما يخص إعادة إعمار المدينة. وفي عام 1947، اقترح مخطط الحدائق الأمريكي تام ديلنغ بناء نصب تذكاري للسلام والإبقاء على بالأبنية الواقعة بالقرب من نقطة الصفر الواقعة مباشرةً أسفل المكان الذي انفجرت فيه القنبلة الذرية. أقرت السلطات قانون إعادة إعمار نصب هيروشيما التذكاري للسلام في عام 1949. أعطى هذا القانون المدينة حق الوصول إلى منحة خاصة وأعلِن بعدها عن إجراء مسابقة دولية لتصميم نصب هيروشيما التذكاري للسلام في شهر أغسطس من عام 1949.
فاز تانغه بالجائزة الأولى عن تصميمه الذي اقترح فيه بناء متحف يمر محوره عبر الحديقة ويتقاطع مع شارع السلام وقبة القنبلة الذرية. كان المبنى قائمًا على أعمدة ضخمة وهو ما يؤطر المنظر بصورة محاذية لمحور الهيكل.

## المشاريع

### مركز السلام في هيروشيما
بدأ تانغه العمل على مركز السلام في عام 1950. تميز تصميم تانغه بطبيعته المحورية بالإضافة إلى تنسيقه الذي كان يشبه التصميم الأولي الذي قدمه الأخير في مسابقة القاعة التذكارية لمنطقة شرقي آسيا الكبرى للرفاهية المتبادلة.
غلبت المرافق المجاورة على التصميم الأولي لنصب هيروشيما التذكاري للسلام والتي ارتبطت بالنصب من خلال ممرات مرتفعة عن سطح الأرض. صقل تانغه هذا المفهوم من أجل إبراز المتحف في المنتصف بصورة منفصلة عن المرافق المحيطة به (التي لم يصمم تانغه سوى مبنىً واحدًا منها). ورأى من الأهمية بمكان أن يكون التصميم متوسطًا للمبنى الذي يحوي المعلومات حول الانفجار النووي، وذلك فضلًا عن ما يحمله التصميم من رمزية معمارية.
بُني المتحف من الخرسانة المسلحة. ورفع الطابق الرئيسي للمتحف بمقدار ستة أمتار فوق سطح الأرض على أعمدة ضخمة وأمكن بلوغه عبر درج قائم بذاته. تتكون الواجهة الإيقاعية من عناصر عمودية تتكرر باتجاه الخارج بدءًا من المركز. كان داخل وخارج المبنى مدعمين بالإسمنت الصلب. وكان الهدف من ذلك هو المحافظة على أسطحٍ مستوية حتى لا يصرف أي شيء انتباه الزوار عن محتويات المعارض.

## أشهر المشاريع
- جامعة البحرين، صخير، البحرين
- مبنى تلفزيون فوجي، أودايبا
- جامعة العلوم والتكنولوجيا الأردنية
- صالة يويوغي الوطنية للألعاب الرياضية، في منتزه يويوغي
- جامعة العلوم والتكنولوجيا محمد بوضياف بوهران
- قصر الشعب (دمشق)

## وصلات خارجية
- كنزو تانغه على موقع الموسوعة البريطانية (الإنجليزية)
- كنزو تانغه على موقع مونزينجر (الألمانية)
- كنزو تانغه على موقع إن إن دي بي (الإنجليزية)
- كنزو تانغه على موقع أوليمبيديا (الإنجليزية)

- الموقع الرسمي